# Équipe cycliste Eurobouw
Eurobouw est une équipe cycliste professionnelle belge créée en 1980 et disparue à l'issue de la saison 1981. Elle porte le nom de Eurobouw-Cambio Rino la première saison et de Eurobouw-Rossin la dernière saison.

## Principales victoires
- Circuit des Ardennes flamandes : Johan Wellens (1980)
- Grand Prix de Denain : Leo Van Thielen (1980)
- Internatie Reningelst : Ivan Lamote (1980)